# Aeonium rowleyi
Aeonium rowleyi är en fetbladsväxtart som beskrevs av David Bramwell. Aeonium rowleyi ingår i släktet Aeonium och familjen fetbladsväxter. Inga underarter finns listade i Catalogue of Life.